# 拝志村
拝志村（はいしむら）は、1956年（昭和31年）まで愛媛県の温泉郡にあった村であり、現在の東温市の南西部に位置する。

## 地理

### 位置・地形
現在の東温市の南西部。四国山地の皿ヶ嶺連峰の北側、重信川中流の左岸、重信川の支流の一つである拝志川の流域。拝志川は皿ヶ嶺の北麓、大字上林荒谷に源流を発し、五反地で重信川に合流する。山の麓に沿って集落が展開していた。
山
- 皿ヶ嶺

### 地名の由来
拝志は拝師とも林ともいう。拝志郷という名は平安期の古文書にもその名が登場する。中世には林郷とも呼ばれた。

### 地域・集落
旧の3つの村がそのまま大字となった。
上林（かみはやし、かみばやし、かんばやし）、下林（しもはやし、しもばやし）、上村（うえむら）の3つの大字があった。いずれも明治の村制発足前からの旧村であり、
重信町になっても大字として存続し、さらに平成の合併により東温市となってからは単位としては継承しつつも「大字」は冠さない。

### 人口
昭和30年人口3,797人。

### 教育
明治期から教育熱心な土地柄で、上林、下林、上村に尋常小学校があった。村予算の半額超を教育予算が占めた時期もある。
- 小学校　上林小学校、拝志小学校が東温市立小学校として現存[6]。
- 中学校　拝志中学校があったが重信中学校に統合され、当地域に中学校はなくなっている。

### 行政
役場
はじめ下林の連合戸長役場を転用した。1904年（明治37年）、下林の旧役場隣接地に新役場を建造した。

## 歴史
藩政期
- 松山藩領。

明治以降
- 1889年（明治22年） 12月15日 - 町村制施行に伴い拝志村が成立。当時は下浮穴郡に属した。
- 1897年（明治30年） 4月1日 - 温泉郡に所属。
- 1956年（昭和31年） 9月1日 - 北吉井村・南吉井村との合併により重信町となる。

```
拝志村の系譜
（町村制実施以前の村）　（明治期）
上林村　━━┓
　　　　　  ┃
下林村　━━╋━━━━━　拝志村　　━━━┓ （昭和31年9月1日合併）
　　　　　  ┃　　　　　　　　       　 　┃
上村　　━━┛　　　　　　　　　  　　　　┣━━　重信町
　　　　　　　  　　　　　　　　　　　　  ┃
　　　　　　　　　　     北吉井村　 ━━━┫
　　　　　　　　　　　　　　  　        　┃
　　　　　　　　　　　　 南吉井村   ━━━┛

```

## 産業
藩政期から新田開発が盛んに行われ、水田耕作が中心。

## 名所・旧跡
- 築島神社（大字下林字宮ノ元）[7]
- 船川神社（大字上村字宮ノ元）[8]
- 三奈良神社（大字下林）[8]
- 浄土寺（大字下林）[9]

## 出身・ゆかりの人物
安積開拓に名を残す旧小山家は当村の出身者である。